# Pala (Chade)
Pala (em árabe: بالا; romaniz.: Bālā) é uma pequena cidade localizada no sudoeste do Chade. É a capital da província de Mayo-Kebbi Oeste. Situa-se a aproximadamente 360 quilômetros a sudeste de Jamena. É uma das maiores cidades do país, com uma população de 49 461 habitantes de acordo com o censo de 2009. É também sede de uma diocese e uma área com grande concentração de população católica do Chade.